# Твин-Гровс (Арканзас)
Твин-Гровс (англ. Twin Groves, Arkansas) — город, расположенный в округе Фолкнер (штат Арканзас, США) с населением в 276 человек по статистическим данным переписи 2000 года.

## География
По данным Бюро переписи населения США город Твин-Гровс имеет общую площадь в 12,17 квадратных километров, водных ресурсов в черте населённого пункта не имеется.
Твин-Гровс расположен на высоте 113 метров над уровнем моря.

## Демография
По данным переписи населения 2000 года в Твин-Гровсе проживало 276 человек, 74 семьи, насчитывалось 103 домашних хозяйств и 113 жилых домов. Средняя плотность населения составляла около 22,6 человек на один квадратный километр. Расовый состав Твин-Гровса по данным переписи распределился следующим образом: 26,81 % белых, 72,10 % — чёрных или афроамериканцев, 1,09 % — представителей смешанных рас.
Испаноговорящие составили 0,36 % от всех жителей города.
Из 103 домашних хозяйств в 27,2 % — воспитывали детей в возрасте до 18 лет, 58,3 % представляли собой совместно проживающие супружеские пары, в 9,7 % семей женщины проживали без мужей, 27,2 % не имели семей. 25,2 % от общего числа семей на момент переписи жили самостоятельно, при этом 7,8 % составили одинокие пожилые люди в возрасте 65 лет и старше. Средний размер домашнего хозяйства составил 2,68 человек, а средний размер семьи — 3,21 человек.
Население города по возрастному диапазону по данным переписи 2000 года распределилось следующим образом: 22,5 % — жители младше 18 лет, 8,0 % — между 18 и 24 годами, 24,6 % — от 25 до 44 лет, 27,5 % — от 45 до 64 лет и 17,4 % — в возрасте 65 лет и старше. Средний возраст жителей составил 41 год. На каждые 100 женщин в Твин-Гровсе приходилось 107,5 мужчин, при этом на каждые сто женщин 18 лет и старше приходилось 103,8 мужчин также старше 18 лет.
Средний доход на одно домашнее хозяйство в городе составил 34 375 долларов США, а средний доход на одну семью — 37 222 доллара. При этом мужчины имели средний доход в 28 929 долларов США в год против 16 250 долларов среднегодового дохода у женщин. Доход на душу населения в городе составил 16 811 доллар в год. Все семьи Твин-Гровсе имели доход, превышающий уровень бедности, 3,3 % от всей численности населения находилось на момент переписи населения за чертой бедности, при этом 8,5 % из них находились возрасте 64 лет и старше.